# James Alphege Brewer

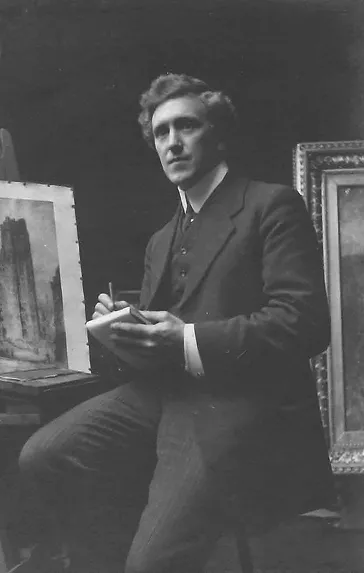
James Alphege Brewer

James Alphege Brewer (* 24. Juli 1881 in Kensington, London; † 4. Februar 1946 in London) war ein britischer Künstler, der vor allem für seine kolorierten Radierungen von Kathedralen und historischen Gebäuden bekannt ist.

## Leben
James Alphege Brewer entstammte einer Familie von Künstlern und Schriftstellern. Sein Vater Henry William Brewer war Architekturmaler, sein Großvater John Sherren Brewer Historiker und sein Urgroßonkel E. Cobham Brewer Lexikograph. Seine Geschwister waren der Maler Henry Charles Brewer und der Schriftsteller und Organist John Francis Brewer. James Alphege Brewer besuchte das St. Charles Catholic College in Kensington und studierte anschließend an der Westminster School of Art. Am 23. Juli 1910 heiratete er die Malerin Florence Emma Lucas, deren Familie ebenfalls künstlerisch tätig war. Das Paar lebte in Acton, London, in einem Haus mit Atelier, das seit Jahrzehnten im Besitz der Familie Lucas war. Während des Zweiten Weltkriegs zogen sie vorübergehend nach High Wycombe, Buckinghamshire. Das Ehepaar hatte keine Kinder. Während des Ersten Weltkriegs beantragte Brewer eine Befreiung vom Militärdienst mit der Begründung, dass er für die wirtschaftliche Existenz mehrerer Verwandter und Angestellter verantwortlich sei. Sein künstlerisches Schaffen war zu dieser Zeit stark auf den Export in die USA ausgerichtet und erzielte ein beträchtliches Umsatzvolumen.

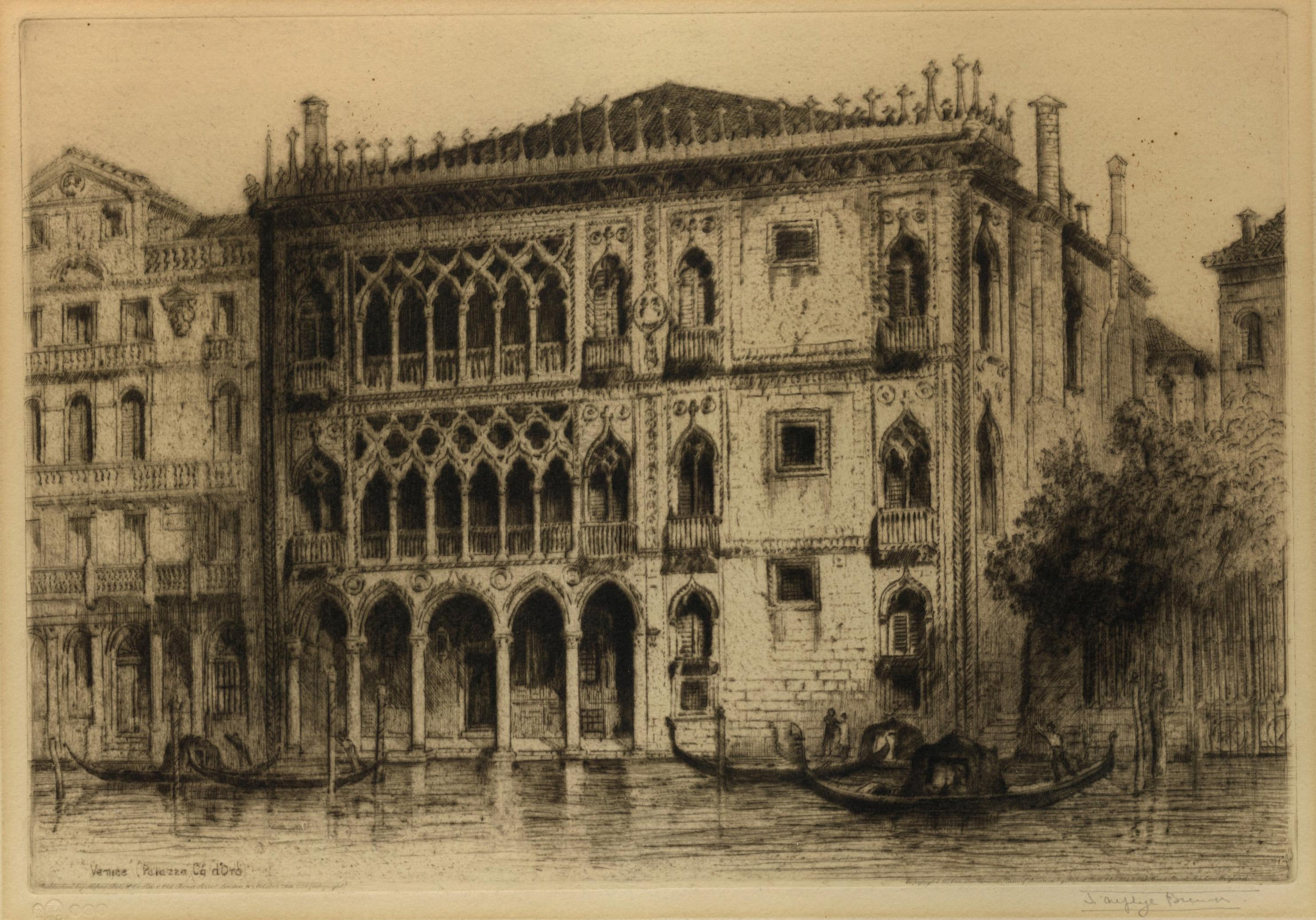
James Alphege Brewer: Venedig Palazzo Ca D'Oro, Radierung und Kaltnadel auf Velin, 1925. Veröffentlicht von Alfred Bell & Co, London.

James Alphege Brewer spezialisierte sich auf Radierungen und Aquatintadrucke von Kirchen, Kathedralen, Universitätsgebäuden (vor allem in Oxford und Cambridge) und touristisch interessanten Orten in England und Kontinentaleuropa. Bekannte Werke sind die Kathedralen von Mailand, Rouen, Canterbury, Toledo, St. Paul’s Cathedral sowie eine Darstellung von Shakespeares Grab in Stratford-upon-Avon. Eine Radierung zur Weihe der Kathedrale von Liverpool erschien 1924, anlässlich der Krönung Georgs VI. 1937 veröffentlichte er Ansichten der Westminster Abbey. Seine Darstellungen mieden meist Ruinen, mit Ausnahme einiger Arbeiten zu Kriegszerstörungen im Ersten Weltkrieg. Reisen führten ihn nach Italien (u. a. Venedig, Lago di Como, Lago di Lugano) und Schottland (u. a. Loch Lomond, Loch Katrine). 
Ab 1939 wandte sich James Alphege Brewer verstärkt dem Farbholzschnitt zu, mit Motiven von Berg- und Seenlandschaften, die sich stilistisch deutlich von seinen früheren architektonischen Arbeiten unterscheiden. Diese Arbeiten gelten als späte Beispiele britischer Farbholzschnittkunst. Brewer war Mitglied bzw. Aussteller der Royal Academy (RA), des Royal Institute of Painters in Watercolour (RI), der Royal Cambrian Academy (RCA) (assoziiertes Mitglied ab 1929, Vollmitglied ab 1944), der Society of Graphic Art, der Hampstead Society of Artists und des Ealing Arts Club, dessen Ehrenpräsident er war. Seine Frau Florence war stellvertretende Vorsitzende. Er beteiligte sich an künstlerischen und philosophischen Debatten, unter anderem über die Rolle von Kunst und Wissenschaft und die Frage, ob Kunst von äußeren Ereignissen beeinflusst werden sollte. Seine Werke aus der Zeit des Ersten Weltkriegs weisen patriotische oder dokumentarische Elemente auf, während sich seine Kunst während des Zweiten Weltkriegs bewusst auf zeitlose Naturmotive konzentriert. James Alphege Brewer starb 1946 im Alter von 64 Jahren und wurde auf dem Friedhof von Acton beigesetzt.

## Werk

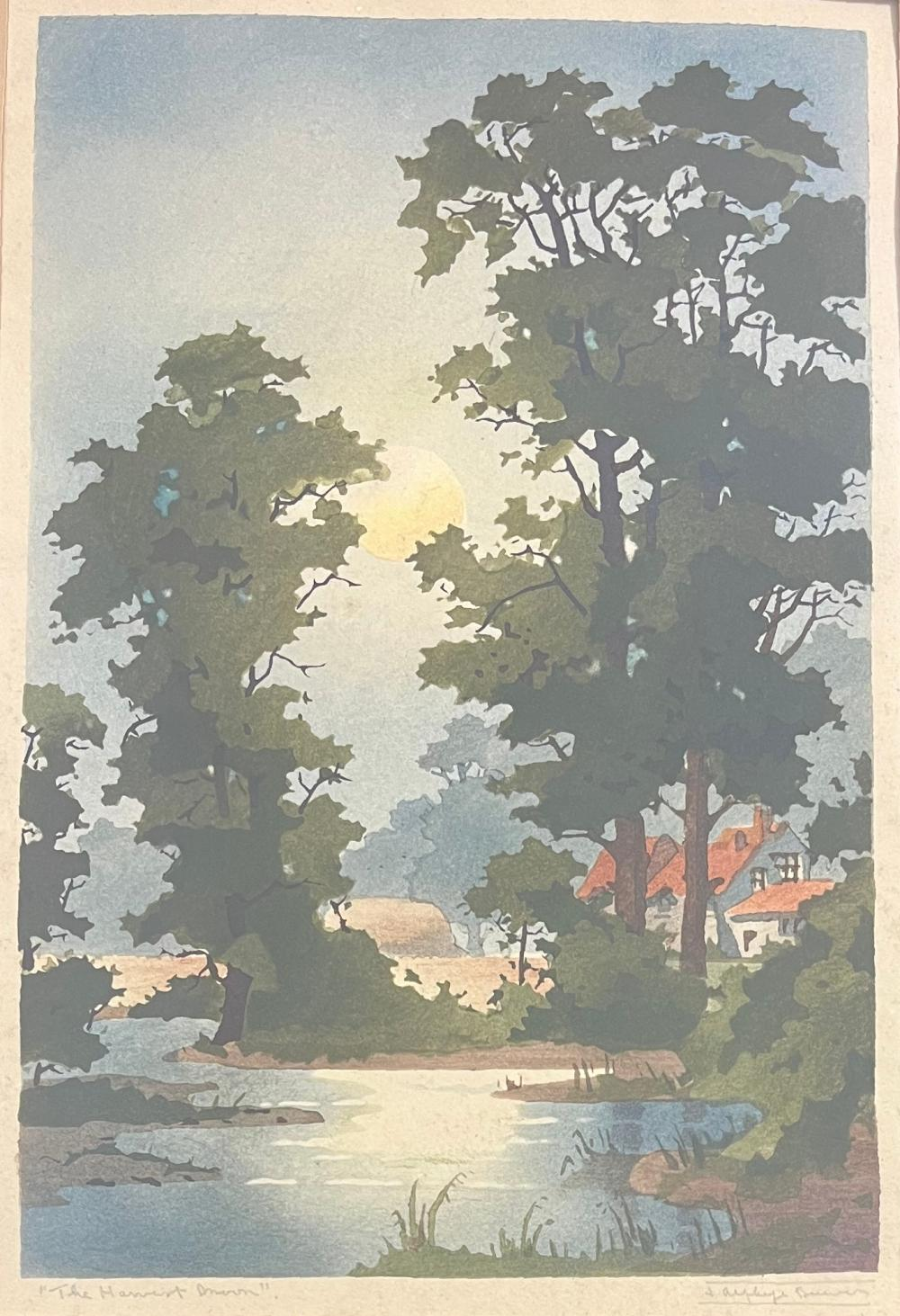
James Alphege Brewer: Harvest Moon (Farbholzschnitt)

James Alphege Brewer war bekannt für seine großformatigen kolorierten Radierungen von Kathedralen und historischen Gebäuden in Europa. Seine Werke zeigen häufig Innen- und Außenansichten von Kirchen in Städten wie Mailand, Rouen, Amiens, Toledo und Antwerpen sowie Ansichten von Universitätsgebäuden in Oxford und Cambridge. Viele seiner Radierungen entstanden während des Ersten Weltkriegs und zeigen vom Krieg beschädigte oder bedrohte Gebäude. Brewers einzigartige Technik, bekannt als à la poupée, erforderte das erneute Einfärben der Druckplatte für jeden Abzug, wodurch jedes Exemplar eine individuelle Note erhielt.